# Punctoidea
In der Überfamilie Punctoidea werden mehrere Familien aus der Unterordnung der Landlungenschnecken (Stylommatophora) zusammengefasst. Die Überfamilie ist kosmopolitisch verbreitet.

## Merkmale
Die Gehäuse sind meist rechtsgewunden und meist klein bis mittelgroß. Das Embryonalgehäuse ist meist glatt oder nur schwach ornamentiert. Die Juvenil- und Adultgehäuse sind dagegen meist stark ornamentiert mit Querrippen und untergeordnet auch Längsstreifen. Die Öffnung kann zahnlos, aber auch mit kräftigen Zähnen versehen sein. Der Nabel des Gehäuses ist meist weit und offen. Weitere Übereinstimmungen gibt es im Geschlechtsapparat, sowohl im weiblichen wie auch männlichen Teil. Die Tiere sind wie alle Lungenschnecken Zwitter.

## Vorkommen und Lebensweise
Die Familie ist weltweit verbreitet. Es sind überwiegend Pflanzen- und Detritusfresser.

## Systematik
Die Überfamilie der Punctoidea wird in folgende Familien unterteilt:
- Punctoidea Morse, 1864
  - †Anastomopsidae Nordsieck, 1986
  - Charopidae Hutton, 1884
  - Cystopeltidae Cockerell, 1891
  - Schüsselschnecken (Patulidae = Discidae Thiele, 1931)
  - Endodontidae Pilsbry, 1895
  - Helicodiscidae Baker, 1927
  - Oreohelicidae Pilsbry, 1939
  - Punktschnecken (Punctidae) Morse, 1864
  - Thyrophorellidae Girard, 1895